# Discocephalidae
Famille
Les Discocephalidae sont une famille de Ciliés de la classe des Hypotrichea et de l’ordre des Euplotida.

## Étymologie
Le nom de la famille vient du genre type Discocephalus, dérivé du grec δισκοσ / diskos, disque , et κεφαλος - κεφαλωτος / kefalos - kefalotos, « tête, ayant une tête », littéralement « disque ayant une tête », en référence à la forme de l'organisme qui semble avoir une tête au dessus d'une partie de corps ovale.

## Liste des genres
Selon GBIF (8 février 2023) :
- Discocephalus Ehrenberg, 1829 genre type
  - Espèce type : Discocephalus rotatorius
- Marginotricha Jankowski, 1978
- Paradiscocephalus Li, Shao, Yi, Song, Warren, Al-Rasheid, Al-Farraj, Al-Quraishy, Zhang, Hu, Zhu & Ma, 2009
- Prodiscocephalus Jankowski, 1979
- Psammocephalus Wicklow, 1982

## Systématique
Le nom valide de ce taxon est Discocephalidae Jankowksi, 1979.